# مطالسة (رأس الواد)
مطالسة هي إحدى مشيخات المملكة المغربية، تتبع جغرافيا لإقليم تاونات وإداريًا لرأس الواد. يقدر عدد سكانها بـ 9000 نسمة حسب الإحصاء الرسمي للسكان والسكنى لسنة 2004.